# رانتشو سانتا مارغاريتا (كاليفورنيا)
رانتشو سانتا مارغاريتا (بالإنجليزية: Rancho Santa Margarita )‏ هي إحدى مدن مقاطعة أورانج، كاليفورنيا. تم إعطاءها لقب مدينة في 1 يناير، 2000.

## التركيبة السكانية
حدّد مكتب تعداد الولايات المتحدة بيانات التركيبة السكانية لرانتشو سانتا مارغاريتا في تعداد الولايات المتحدة. في ما يلي، التركيبة السكانية حسب تعدادي 2000 و2010.

### تعداد عام 2000
بلغ عدد سكان رانتشو سانتا مارغاريتا 47,214 نسمة بحسب تعداد عام 2000، وبلغ عدد الأسر 16,253 أسرة وعدد العائلات 12,411 عائلة مقيمة في المدينة. في حين سجلت الكثافة السكانية 1,408.5 نسمة لكل كيلومتر مربع (3,648.0/ميل2). وبلغ عدد الوحدات السكنية 16,515 وحدة بمتوسط كثافة قدره 492.7 لكل كيلومتر مربع (1,276.1/ميل2).
وتوزع التركيب العرقي للمدينة بنسبة 81.59% من البيض و1.75% من الأمريكيين الأفارقة و0.42% من الأمريكيين الأصليين و7.40% من الأمريكيين ذوي الأصول الآسيوية و0.21% من سكان جزر المحيط الهادئ و4.49% من الأعراق الأخرى و4.15% من عرقين مختلطين أو أكثر و13% من الهسبانيون أو اللاتينيون من أي عرق.
بلغ عدد الأسر 16,253 أسرة كانت نسبة 52.7% منها لديها أطفال تحت سن الثامنة عشر تعيش معهم، وبلغت نسبة الأزواج القاطنين مع بعضهم البعض 64.7% من أصل المجموع الكلي للأسر، ونسبة 8.5% من الأسر كان لديها معيلات من الإناث دون وجود شريك، بينما كانت نسبة 3.1% من الأسر لديها معيلون من الذكور دون وجود شريكة وكانت نسبة 23.6% من غير العائلات. تألفت نسبة 17.7% من أصل جميع الأسر من عدة أفراد يعيشون في نفس المنزل ونسبة 2.4% كانت تتألف من شخص يعيش بمفرده يبلغ من العمر 65 عاماً أو أكثر. وبلغ متوسط حجم الأسرة المعيشية 2.90، أما متوسط حجم العائلات فبلغ 3.35.
بلغ العمر الوسطي للسكان 31.9 عاماً. وكانت نسبة 33.6% من القاطنين تحت سن الثامنة عشر، وكانت نسبة 5.7% بين الثامنة عشر والرابعة والعشرين عاماً، ونسبة 41.4% كانت واقعةً في الفئة العمرية ما بين الخامسة والعشرين والرابعة والأربعين عاماً، ونسبة 15.9% كانت ما بين الخامسة والأربعين والرابعة والستين، ونسبة 3.4% كانت ضمن فئة الخامسة والستين عاماً فما فوق. يوجد لكل 100 أنثى 96.8 ذكر، ويوجد لكل 100 أنثى في الثامنة عشر من عمرها فما فوق 92.9 ذكر.
بلغ متوسط دخل الأسرة في المدينة 78,475 دولارًا، أما متوسط دخل العائلة فبلغ 88,216 دولارًا. وكان متوسط دخل الذكور 61,314 دولارًا مقابل 40,799 دولارًا للإناث. وسجل دخل الفرد الخاص بالمدينة 31,531 دولارًا. وكانت نسبة 1.5% من العائلات ونسبة 2.9% من السكان تحت خط الفقر، وكان من هؤلاء نسبة 3.1% تحت سن الثامنة عشر ونسبة 4.2% في الخامسة والستين من العمر وما فوق.

### تعداد عام 2010
بلغ عدد سكان رانتشو سانتا مارغاريتا 47,853 نسمة بحسب تعداد عام 2010، وبلغ عدد الأسر 16,665 أسرة وعدد العائلات 12,547 عائلة مقيمة في المدينة. في حين سجلت الكثافة السكانية 1,427.6 نسمة لكل كيلومتر مربع (3,697.5/ميل2). وبلغ عدد الوحدات السكنية 17,260 وحدة بمتوسط كثافة قدره 514.9 لكل كيلومتر مربع (1,333.6/ميل2).
وتوزع التركيب العرقي للمدينة بنسبة 78.20% من البيض و1.85% من الأمريكيين الأفارقة و0.38% من الأمريكيين الأصليين و9.09% من الأمريكيين ذوي الأصول الآسيوية و0.21% من سكان جزر المحيط الهادئ و5.59% من الأعراق الأخرى و4.67% من عرقين مختلطين أو أكثر و18.60% من الهسبانيون أو اللاتينيون من أي عرق.
بلغ عدد الأسر 16,665 أسرة كانت نسبة 46.2% منها لديها أطفال تحت سن الثامنة عشر تعيش معهم، وبلغت نسبة الأزواج القاطنين مع بعضهم البعض 60.9% من أصل المجموع الكلي للأسر، ونسبة 10.2% من الأسر كان لديها معيلات من الإناث دون وجود شريك، بينما كانت نسبة 4.2% من الأسر لديها معيلون من الذكور دون وجود شريكة وكانت نسبة 24.7% من غير العائلات. تألفت نسبة 19.2% من أصل جميع الأسر من عدة أفراد يعيشون في نفس المنزل ونسبة 4.6% كانت تتألف من شخص يعيش بمفرده يبلغ من العمر 65 عاماً أو أكثر. وبلغ متوسط حجم الأسرة المعيشية 2.87، أما متوسط حجم العائلات فبلغ 3.33.
بلغ العمر الوسطي للسكان 36.0 عاماً. وكانت نسبة 29% من القاطنين تحت سن الثامنة عشر، وكانت نسبة 7.9% بين الثامنة عشر والرابعة والعشرين عاماً، ونسبة 28.6% كانت واقعةً في الفئة العمرية ما بين الخامسة والعشرين والرابعة والأربعين عاماً، ونسبة 28.8% كانت ما بين الخامسة والأربعين والرابعة والستين، ونسبة 5.7% كانت ضمن فئة الخامسة والستين عاماً فما فوق. وتوزع التركيب الجنسي للسكان بنسبة 48.9% ذكور و51.1% إناث.

## أعلام
- زاك كوباياشي
- غافين إسكوبار